# Bubba Smith
Charles Aaron "Bubba" Smith, född 28 februari 1945 i Beaumont, Texas, död 3 augusti 2011 i Los Angeles, Kalifornien, var en amerikansk skådespelare och tidigare idrottsman.

## Biografi
Bubba Smith var professionell spelare i amerikansk fotboll under 1960- och 1970-talen.  
Efter att ha slutat med fotbollen började Smith sin skådespelarkarriär med mindre roller i filmer och TV. Skådespelandet tog fart under slutet av 1970-talet och början av 1980-talet. Han är kanske främst känd för sin roll som Moses Hightower i filmserien om Polisskolan, en roll han deltog med i alla utom en av filmerna i serien. Han spelade även huvudrollen i den kortlivade TV-serien Blue Thunder.
Bubba Smith hittades död i sitt hem den 3 augusti 2011. Han tros ha dött av ett svagt hjärta i kombination med bantningspiller. Han blev 66 år gammal.

## Filmografi i urval
- 1973 – Omaka par (TV-serie) (ett avsnitt)
- 1978 – Superdome
- 1981 – The Big Black Pill
- 1983 – Stroker Ace
- 1984 – Polisskolan
- 1985 – Polisskolan 2 – Första uppdraget
- 1986 – Black Moon Rising
- 1986 – Polisskolan 3 – Begåvningsreserven
- 1987 – Polisskolan 4 – Kvarterspatrullen
- 1988 – Polisskolan 5 – Uppdrag Miami Beach
- 1989 – Polisskolan 6 – Går under jorden
- 1991 – MacGyver (TV-serie) (Gästroll)
- 1991 – Våra värsta år (TV-serie) (Gästroll)
- 1993 – Räkna med bråk (TV-serie)
- 1994 – The Silence of the Hams
- 1995 – Två skall man vara
- 2004 – Full Clip